# توم كلانسيز رينبو 6: باتريوتس
توم كلانسيز رينبو 6: باتريوتس (بالإنجليزية: Tom Clancy's Rainbow 6: Patriots)‏ ، هي لعبة إلكترونية من نوع تصويب منظور الشخص الأول، أنتجت سنة 2011 ، وأجلت أكثر من مرة، إلى أن تم إلغائها سنة 2014.

## وصلات خارجية
- "Rainbow 6 Patriots | Early Concept Footage [North America]" at YouTube